# 小行星95593
小行星95593（95593 Azusienis）是一颗绕太阳运转的小行星，为主小行星带小行星。该小行星于2002年3月16日发现。
該小行星以立陶宛天文學家阿基曼塔斯·阿祖西尼斯（Algimantas Azusienis）命名。

## 轨道参数
小行星95593的轨道半长轴为3.0487474 UA，离心率为0.106。